# Čelkova Lehota
Čelkova Lehota (hongrois : Cselkószabadja) est un village de Slovaquie situé dans la région de Trenčín.

## Histoire
La première mention écrite du village date de 1471.

## Démographie

### Évolution de la population
| Année:               | 1994. | 2004.   | 2014.   | 2024.    |
| -------------------- | ----- | ------- | ------- | -------- |
| Nombre de personnes: | 139   | 146     | 141     | 160      |
| Différence:          |       | +5,03 % | -3,42 % | +13,47 % |

| Année:               | 2023. | 2024.   |
| -------------------- | ----- | ------- |
| Nombre de personnes: | 157   | 160     |
| Différence:          |       | +1,91 % |